# Лукан, Вита
Вита Лукан (словен. Vita Lukan; 11 октября 2000, Есенице) — словенская спортсменка, специализирующаяся в спортивном скалолазании, серебряный призёр юношеских Олимпийских игр, вице-чемпионка мира среди молодёжи в боулдеринге, чемпионка Европы и обладатель Кубка Европы среди юниоров в лазании на трудность, участница чемпионатов мира.

## Достижения
- 2016: серебряная медаль молодёжного чемпионата мира
- 2017: чемпионка Европы среди юниоров
- 2018: серебро на юношеских Олимпийских летних играх, чемпион мира среди юниоров

### Результаты гонок
| Чемпионат мира  | Чемпионат мира       | Чемпионат мира          | Чемпионат мира |
| Год             | 2016                 | 2017                    | 2018           |
| --------------- | -------------------- | ----------------------- | -------------- |
| трудность       | 42                   | 18                      |                |
| индивидуально * | 19, -, -, -, -, -, - | 7, -, -, -, -, 16,14,15 |                |
| боулдеринг      | -                    | 44-46                   | TBD            |
| индивидуально * | -                    | -, -, -, -, -, -,       | 45             |
| многоборье      | -                    | 42                      |                |

| Чемпионат Европы | Чемпионат Европы |
| год              | 2017             |
| ---------------- | ---------------- |
| трудность        | 13               |

| Летние юношеские Олимпийские игры | Летние юношеские Олимпийские игры |
| год                               | 2018                              |
| --------------------------------- | --------------------------------- |
| многоборье                        | 2                                 |

| Чемпионат мира среди юниоров | Чемпионат мира среди юниоров | Чемпионат мира среди юниоров | Чемпионат мира среди юниоров | Чемпионат мира среди юниоров |
| год                          | 2015 кат. В                  | 2016 кат. A                  | 2017 кат. A                  | 2018 юн.                     |
| ---------------------------- | ---------------------------- | ---------------------------- | ---------------------------- | ---------------------------- |
| трудность                    | 9                            | 3                            | 16                           | 1                            |
| скорость                     | 33                           | 30                           | 64                           |                              |
| боулдеринг                   | 3                            | 2                            | 8                            | 3                            |
| многоборье                   | -                            | -                            | 16 *                         |                              |

* В 2017 году был также финал в многоборье
| Чемпионат Европы среди юниоров | Чемпионат Европы среди юниоров | Чемпионат Европы среди юниоров | Чемпионат Европы среди юниоров | Чемпионат Европы среди юниоров | Чемпионат Европы среди юниоров |
| год                            | 2014 кат. В                    | 2015 кат. В                    | 2016 кат. А                    | 2017 кат. А                    | 2018 юн.                       |
| ------------------------------ | ------------------------------ | ------------------------------ | ------------------------------ | ------------------------------ | ------------------------------ |
| трудность                      | -                              | 16                             | 13                             | 1                              | 3                              |
| скорость                       | -                              | -                              | 22                             | 24                             | 19                             |
| боулдеринг                     | 4                              | 5                              | 5                              | 7                              |                                |

| Кубок Европы среди юниоров | Кубок Европы среди юниоров | Кубок Европы среди юниоров | Кубок Европы среди юниоров | Кубок Европы среди юниоров | Кубок Европы среди юниоров |
| год                        | 2014 кат. В                | 2015 кат. В                | 2016 кат. А                | 2017 кат. А                | 2018 юн.                   |
| -------------------------- | -------------------------- | -------------------------- | -------------------------- | -------------------------- | -------------------------- |
| трудность                  | 15-16                      | 8                          | 7                          | 1                          |                            |
| индивидуально *            | -, 10                      | 5,16,9-11,6                | 13,7                       | , , 7                      |                            |
| скорость                   | -                          | -                          | 24                         | 34                         |                            |
| индивидуально *            | -                          | -                          | -, 22, -                   | 24, -, -, -                |                            |
| боулдеринг                 | 14                         | 4                          | 9                          | 9                          | TBD                        |
| индивидуально *            | 4,16, -                    | 3                          | 3,5                        | 7,9, -, -, 4               | ,                          |

Примечание: слева — последние гонки года